# Löttjärnen, Dalarna
Löttjärnen är en sjö i Falu kommun och Leksands kommun i Dalarna och ingår i Dalälvens huvudavrinningsområde. Sjön har en area på 0,171 kvadratkilometer och ligger 246,7 meter över havet. Sjön avvattnas av vattendraget Faluån (Säpptjärnsån).

## Delavrinningsområde
Löttjärnen ingår i det delavrinningsområde (673986-147128) som SMHI kallar för Utloppet av Löttjärnen. Medelhöjden är 277 meter över havet och ytan är 0,9 kvadratkilometer. Räknas de 8 avrinningsområdena uppströms in blir den ackumulerade arean 68,32 kvadratkilometer. Faluån (Säpptjärnsån) som avvattnar avrinningsområdet har biflödesordning 3, vilket innebär att vattnet flödar genom totalt 3 vattendrag innan det når havet efter 257 kilometer. Avrinningsområdet består mestadels av skog (71 procent). Avrinningsområdet har 0,15 kvadratkilometer vattenytor vilket ger det en sjöprocent på 16,9 procent.